# Saint-Brevin-les-Pins
Saint-Brevin-les-Pins é uma comuna francesa na região administrativa do País do Loire, no departamento de Loire-Atlantique. Estende-se por uma área de 19.29 km². Em 2010 a comuna tinha 14 430 habitantes (densidade: 748,1 hab./km²).